# Mare de Déu amb el Nen Jesús i un àngel
Mare de Déu amb el Nen Jesús i un àngel és una pintura (tremp i daurat amb pa d'or sobre fusta) de 61 × 47,5 × 5,5 cm realitzat per Francesco del Cossa (?) cap a l'any 1460, la qual es troba al Museu Nacional d'Art de Catalunya.

## Context històric i artístic
El 1929, Oskar Fischel va atribuir aquesta peça a un artista desconegut de Ferrara, seguidor de Piero della Francesca, dins l'òrbita de Francesco del Cossa o d'Ercole Ferrarese. El 1990, Giovanni Romano atansava la pintura a redós de l'activitat de Francesco del Cossa, sense descartar altres possibilitats, com l'autor desconegut del desco da parto (safata pintada que en aquella època es regalava a les mares després del part) del Museu de Belles Arts de Boston, a l'anvers del qual hi ha representat un àngel de característiques molt semblants a l'Infant de Mare de Déu amb el Nen Jesús i un àngel. En tot cas, no hi ha dubte que es tracta d'una obra de l'àrea ferraresa de cap al 1460, ja que en aquella època i en aquell indret d'Itàlia van convergir l'estil del dibuix detallístic de Pisanello perfeccionat per Rogier van der Weyden i l'estil realista ple de la lluminositat de Piero della Francesca.
Fou una donació de Francesc Cambó (Llegat Cambó) el 1949.

## Descripció
La Mare de Déu, asseguda, subjecta un llibre amb la mà esquerra, i amb l'altra agafa l'Infant, dempeus damunt la seua falda. La parella és acompanyada per un àngel, el qual porta una flor a la mà i, per darrere, hi ha un fons amb roses silvestres. És una peça d'extrema qualitat que, malgrat la seua aparent fredor plàstica, presenta uns personatges que arriben a l'espectador per la seua gran versemblança.